# Renzo Musumeci Greco
Renzo Musumeci Greco (Roma, 11 maggio 1952) è un maestro di scherma italiano, docente di scherma scenica e presidente dell'Accademia d'Armi Musumeci Greco, 4ª generazione di schermidori.

## Biografia
Figlio di Enzo Musumeci Greco (1911-1994), Renzo si diploma come Maestro di Scherma all’Accademia di Napoli. Da allora si dedica alla crescita didattica e agonistica degli allievi dell'Accademia d'Armi Musumeci Greco, fondata nel 1878 dal bisnonno Salvatore Greco dei Chiaramonte e diretta negli anni da Aurelio Greco ed Agesilao Greco. 
Grazie al padre, si avvicina all'allestimento dei duelli nell'arte della scherma all'interno degli spettacoli di vario genere, come cinema, opera, teatro, programmi televisivi e pubblicità; nel 1968 collabora con il padre nello sceneggiato La freccia nera, per la regia di Anton Giulio Majano. Partecipa inoltre come attore-duellante nel film L’Innocente, di Luchino Visconti, ne Il deserto dei Tartari, di Valerio Zurlini e in Io, Don Giovanni, di Carlos Saura. 
Nel corso degli anni collabora nell'allestimento di opere liriche come Don Giovanni, Il corsaro, Romeo e Giulietta, Carmen, Otello, Lohengrin, Il trovatore lavorando per i teatri Regio di Torino, Regio di Parma, Stabile del Veneto, Opera di Roma, San Carlo di Napoli. Ha collaborato con artisti come Riccardo Muti, Daniel Barenboim, Placido Domingo, Franco Zeffirelli, Tony Scott, Roberto Bolle.
Partecipa due volte alla trasmissione Ulisse - Il piacere della scoperta, sia come ospite che come Maestro d'Armi: nel 2018 per la ricostruzione di un duello cavalleresco, mentre nel 2020 per riproporre il duello fra Ranuccio Tomassoni e Caravaggio così come fu eseguito nell'omonima miniserie del 2008.
Nel 2019 è stato membro della giuria al Festival Internazionale di Scherma Scenica “Silver Sword” a Mosca.
Nel 2020 la Festa del Cinema di Roma presenta un evento che celebra gli oltre 100 anni di spettacoli della famiglia Musumeci Greco, in cui viene proiettato uno speciale montaggio dei più famosi duelli della storia del cinema preparati da lui e da suo padre Enzo.
Nell'aprile 2021, Renzo coordina una scena con 20 schermidori nel nuovo film di Ridley Scott, House of Gucci, che nel cast vanta attori del calibro di Al Pacino, Adam Driver, Lady Gaga, Jared Leto e Jeremy Irons.

### Attività didattica
Dal 2011, con il sostegno della Fondazione Terzo Pilastro - Internazionale presieduta dal prof. Emmanuele Francesco Maria Emanuele, ha sviluppato il progetto “Scherma Senza Limiti”, affiancando all’attività sportiva quella sociale, rivolta ai disabili fisici e psichici, con finalità di inclusione e integrazione, oltreché agonistiche.
Renzo Musumeci Greco è inoltre docente al Centro Sperimentale di Cinematografia di Roma, ai Teatri Stabili di Napoli, della Toscana (La Pergola di Firenze) e in altre scuole di recitazione.

## Opera
- Rienzi, direttore d'orchestra Oliviero De Fabritiis, regia di Gianrico Becher, Teatro dell'Opera di Roma (1969)
- I Lombardi alla prima crociata, direttore d'orchestra Gianandrea Gavazzeni, regia di Luigi Squarzina, scene e costumi di Pier Luigi Pizzi, con Renata Scotto, Ruggero Raimondi e Luciano Pavarotti, Teatro dell'Opera di Roma (1969)
- I Capuleti e i Montecchi, regia di Mario Missiroli (1973)
- I Lombardi alla prima crociata, regia di Luigi Squarzina (1974)
- Macbeth, diretto da Oliviero De Fabritiis, regia di Giorgio De Lullo, scene e costumi di Pier Luigi Pizzi, Teatro dell'Opera di Roma (1977)
- Il Duello, balletto di Amedeo Amodio (1987)
- Roméo et Juliette, regia di Amedeo Amodio, Teatro Romolo Valli, Reggio Emilia (1987)
- Carmen, direttore d'orchestra John Mauceri, regia di Keith Warner, con Béatrice Uria-Monzon e Sergej Larin, Teatro Regio di Torino (1996)
- Roméo et Juliette, direttore d'orchestra Alain Guingal, coreografia di Amedeo Amodio, scene di Mario Ceroli, costumi di Luisa Spinatelli, Teatro dell'Opera di Roma (1998)
- La forza del destino, direttore d'orchestra Riccardo Muti, regia di Hugo de Ana, con José Cura e Leo Nucci Teatro alla Scala di Milano (1999)
- Il trovatore, direttore d'orchestra Riccardo Muti, regia di Hugo de Ana con Salvatore Licitra, Teatro alla Scala di Milano (2000)
- Otello, direttore d'orchestra Riccardo Muti, regia di Graham Vick, con Plácido Domingo e Leo Nucci, Teatro alla Scala di Milano (2001)
- Il trovatore, direttore d'orchestra Daniel Oren, regia di Franco Zeffirelli, con Salvatore Licitra, Arena di Verona (2001)
- Romeo e Giulietta, direttore d'orchestra Pavel Ovsjannikov, coreografia di Yuri Grigorovich, Teatro dell'Opera di Roma (2001)
- Lucrezia Borgia, direttore d'orchestra Renato Palumbo, regia, scene e costumi di Hugo de Ana, Teatro alla Scala di Milano (2002)
- Il trovatore, direttore d'orchestra Daniel Oren, regia e scene di Franco Zeffirelli, Arena di Verona (2002)
- Carmen, direttore d'orchestra Michel Plasson, regia di Francesco Esposito, Teatro dell'Opera di Roma alle Terme di Caracalla (2003)
- Romeo e Giulietta, coreografia di John Cranko ripresa da Georgette Tsinguiridis, direttore d'orchestra Marko Letonja, Corpo di Ballo dell'Opera di Roma diretto da Carla Fracci, Teatro dell'Opera di Roma alle Terme di Caracalla (8 luglio 2003)
- Faust, direttore d'orchestra Michel Plasson, regia di Hugo de Ana, con Giuseppe Sabbatini, Teatro Regio di Torino (2003)
- Lucia di Lammermoor, direttore d'orchestra Daniel Oren, regia di Graham Vick, Teatro dell'Opera di Roma (2003)
- Faust, direttore d'orchestra Gianluigi Gelmetti, regia di Hugo de Ana, Teatro dell'Opera di Roma (2003)
- Il trovatore, direttore d'orchestra Pier Giorgio Morandi, regia e scene di Franco Zeffirelli, Arena di Verona (2004)
- Il corsaro, direttore d'orchestra Renato Palumbo, regia di Lamberto Puggelli, Teatro Regio di Parma (2004)
- Il combattimento di Tancredi e Clorinda, direttore d'orchestra Erasmo Gaudiomonte, regia di Mario Martone, musiche di Claudio Monteverdi rivisitate da Giorgio Battistelli, Villa Rufolo, Ravello Festival (2005)
- Il corsaro, direttore d'orchestra Bruno Bartoletti, regia di Lamberto Puggelli, Teatro Carlo Felice di Genova (2005)
- Simon Boccanegra, direttore d'orchestra Bruno Bartoletti, regia di Hugo de Ana, Teatro Regio di Parma (2005)
- Don Giovanni, direttore d'orchestra Gianandrea Noseda, regia di Michele Placido, Teatro Regio di Torino (2005)
- Macbeth, direttore d'orchestra Bruno Bartoletti, regia di Liliana Cavani, scene di Dante Ferretti, con Leo Nucci, Teatro Regio di Parma (2006)
- Il trovatore, direttore d'orchestra Renato Palumbo, regia di Elijah Moshinsky, scene di Dante Ferretti, con Marcelo Álvarez, Teatro Regio di Parma (2006)
- Il trovatore, direttore d'orchestra Nicola Luisotti, regia di Elijah Moshinski, produzione Covent Garden di Londra, con Roberto Frontali, Teatro Real di Madrid (2007)
- Roméo et Juliette, direttore d'orchestra Kevin Rhodes, regia di Amedeo Amodio, scene di Mario Ceroli, costumi di Luisa Spinatelli, con Roberto Bolle, Teatro Filarmonico di Verona (2007)
- Macbeth, direttore d'orchestra Friedrich Haider, regia di Liliana Cavani, coreografia di Amedeo Amodio, scene di Dante Ferretti, con Leo Nucci, Teatro Filarmonico di Verona (2007)
- Lohengrin, direttore d'orchestra Günter Neuhold, regia di Hugo de Ana, prima della Stagione al Teatro Massimo di Palermo (2009)
- Il corsaro, direttore d'orchestra Renato Palumbo, regia di Lamberto Puggelli, Teatro dell'Opera di Bilbao ABAO-OLBE (2010)
- Il trovatore, direttore d'orchestra Marco Armiliato, regia e scene di Franco Zeffirelli, Arena di Verona (2010)
- Macbeth, direttore d'orchestra Riccardo Muti, regia di Peter Stein,Teatro dell'Opera di Roma (27 novembre 2011)
- Don Giovanni, direttore d'orchestra Massimo Italiano, regia di Alessandro Londei, con Mauro Utzeri, Alessandro Calamai e Fulvia Mastrobuono, Teatro Quirino di Roma (2011)
- Roméo et Juliette, direttore d'orchestra Massimiliano Stefanelli, regia di Amedeo Amodio, scene di Mario Ceroli, costumi di Luisa Spinatelli, con Roberto Bolle, Teatro San Carlo di Napoli (2011)
- Lohengrin, direttore d'orchestra Daniel Barenboim, regia di Claus Guth, con Jonas Kaufmann, prima al Teatro alla Scala di Milano (2012)
- Romeo e Giulietta, musiche di Sergej Sergeevič Prokof'ev, direttore d'orchestra David Coleman, regia di Patrice Bart, scene e costumi di Luisa Spinatelli, Teatro dell'Opera di Roma (2012)
- Il combattimento di Tancredi e Clorinda, direttore d'orchestra Erasmo Gaudiomonte, regia e scene di Mario Martone, musica di Claudio Monteverdi rivisitata da Giorgio Battistelli, Teatro dell'Opera di Roma alle Terme di Caracalla (2012)
- Il trovatore, direttore d'orchestra Giuliano Carella, regia e scene di Franco Zeffirelli, Arena di Verona (2013)
- Rienzi, direttore d'orchestra Stefan Soltesz, regia, scene e costumi di Hugo de Ana, Teatro dell'Opera di Roma (2013)
- Il trovatore, direttore d'orchestra Daniele Rustioni regia, scene e costumi di Hugo de Ana, con Marcelo Álvarez, Teatro alla Scala di Milano (2014)
- Il corsaro, direttore d'orchestra Francesco Ivan Ciampa, regia di Lamberto Puggelli ripresa da Grazia Pulvirenti, Teatro Regio di Parma (2015)
- Otello, direttore d'orchestra Daniele Callegari, regia, scene e costumi di Pier Luigi Pizzi, Teatro Regio di Parma (2015)
- Il trovatore, direttore d'orchestra Daniel Oren, regia e scene di Franco Zeffirelli, Arena di Verona (2016)
- Il corsaro, direttore d'orchestra Matteo Beltrami regia di Lamberto Puggelli ripresa da Grazia Pulvirenti, Teatro comunale Luciano Pavarotti di Modena (2018)
- Il combattimento di Tancredi e Clorinda, direttore d'orchestra Marco Angius, regia di Mario Martone ripresa da Daniela Schiavone, Villa Ca' Erizzo Bassano del Grappa (2018)
- Il corsaro, direttore d'orchestra Matteo Beltrami regia di Lamberto Puggelli ripresa da Grazia Pulvirenti, Teatro Municipale di Piacenza (2018)
- Il trovatore, direttore d'orchestra Pier Giorgio Morandi, regia e scene di Franco Zeffirelli, con Anna Netrebko e Luca Salsi, Arena di Verona (2019)
- I Lombardi alla prima crociata, direttore d'orchestra Riccardo Frizza, regia di Lamberto Puggelli ripresa da Grazia Pulvirenti, Teatro dell'Opera di Bilbao ABAO-OLBE (2019)
- I Lombardi alla prima crociata, direttore d'orchestra Daniele Callegari, regia di Lamberto Puggelli ripresa da Grazia Pulvirenti, con Michele Pertusi e Antonio Corianò, Opéra de Monte-Carlo (2021)
- Romeo e Giulietta, musiche di Sergej Sergeevič Prokof'ev, direttore d’orchestra Vello Pähn, coreografia Kenneth MacMillan, scene e costumi di Paul Andrews, orchestra e balletto del Teatro San Carlo, produzione Birmingham Royal Ballet, Teatro San Carlo di Napoli (2022)
- Da una casa di morti, musiche e libretto di Leoš Janáček, testo tratto da Memorie dalla casa dei morti di Fëdor Dostoevskij, direttore d’orchestra Dmitry Matvienko, regia di Krzysztof Warlikowski, prima rappresentazione al Teatro dell'Opera di Roma (2023)
- Romeo e Giulietta, musiche di Sergej Sergeevič Prokof'ev, direttore d’orchestra Paul Connelly, coreografia Kenneth MacMillan, direttore del balletto Clotilde Vayer, scene e costumi di Paul Andrews, orchestra e balletto del Teatro San Carlo, produzione Birmingham Royal Ballet, Teatro San Carlo di Napoli (2024)
- Il corsaro, direttore d’orchestra Renato Palumbo, regia di Lamberto Puggelli, con Francesco Meli, allestimento della Fondazione Teatro Carlo Felice di Genova in coproduzione con il Teatro Regio di Parma, Teatro Carlo Felice di Genova (2024)
- Simon Boccanegra, direttore d'orchestra Michele Mariotti, regia di Richard Jones, scene e costumi di Antony McDonald, coreografia di Sarah Fahie, con Luca Salsi, Eleonora Buratto e Michele Pertusi, orchestra e coro del Teatro dell'Opera di Roma, prima della stagione al Teatro dell'Opera di Roma (2024)
- Il corsaro, direttore d’orchestra Stefano Montanari, regia di Lamberto Puggelli ripresa da Grazia Pulvirenti, scene di Marco Capuana, costumi di Vera Marzot, con Rame Lahaj, Guanqun Yu, Vladimir Stoyanov e Salome Jicia, orchestra e coro del Teatro Petruzzelli, in coproduzione con Fondazione Teatro Regio di Parma e Fondazione Teatro Carlo Felice di Genova, Teatro Petruzzelli di Bari (2025)

## Teatro
- Adelchi, regia di Orazio Costa Giovangigli, con Gabriele Lavia (1972)
- La signorina Else, con Valeria Moriconi (1973)
- Romeo e Giulietta, con Carmelo Bene (1977)
- Romeo e Giulietta, regia di Orazio Costa Giovangigli con Gabriele Lavia (1977)
- Flowers... una pantomima per Jean Gênet, regia di Lindsay Kemp (1978)
- Cyrano, testi di Riccardo Pazzaglia, con Domenico Modugno e Catherine Spaak (1978)
- La dodicesima notte, con Glauco Mauri (1979)
- Il sogno di una notte di mezza estate, regia di Lindsay Kemp (1980)
- Macbeth, regia di Egisto Marcucci, con Glauco Mauri (1980)
- I due gemelli veneziani, regia di Augusto Zucchi, con Giuseppe Pambieri (1980)
- Amleto, con Arnaldo Ninchi (1982)
- Re Lear, con Glauco Mauri (1984)
- Capitan Fracassa, con Giancarlo Zanetti (1984)
- Tito Andronico, regia di Peter Stein, con Raf Vallone e Eros Pagni, al Teatro Stabile di Genova (1988)
- Amleto, con Natale Barbone (1988)
- Macbeth, regia di Claus Peyman, Burgtheater di Vienna (1992)
- Le relazioni pericolose, regia di Mario Monicelli, con Geppy Gleijeses, Laura Morante e Dominique Sanda (1994)
- Amleto, regia di Benno Besson, con Sergio Romano (1994)
- Re Lear, regia di Luca Ronconi, scene di Gae Aulenti, con Kim Rossi Stuart e Massimo Popolizio, Teatro Argentina di Roma (1995)
- Romeo e Giulietta, con Franco Ricordi (1995)
- I due gemelli veneziani, con Sergio Romano, Teatro Stabile del Veneto (1996)
- Bugie sincere, testo e regia di Vittorio Gassman, con Ugo Pagliai e Paola Gassman (1997)
- Amleto, regia di Antonio Calenda, con Kim Rossi Stuart e Alessandro Preziosi (1998)
- Macbeth, con Franco Ricordi (1999)
- Macbeth, regia di Marco Bellocchio, con Michele Placido, Teatro India di Roma (2000)
- Otello, regia di Antonio Calenda, con Michele Placido e Sergio Romano, Teatro Stabile del Friuli (2001)
- Il principe costante, regia di Pier'Alli, con Roberto Trifirò, Teatro Fabbricone di Prato (2001)
- Romeo e Giulietta, regia di Lamberto Puggelli, Teatro Stabile di Catania (2001)
- I due gemelli veneziani, regia di Luca Ronconi, con Massimo Popolizio e Antonello Fassari, Piccolo Teatro di Milano (2001)
- Amleto, con Franco Ricordi (2001)
- La bottega del caffè, regia di Luca De Fusco, con Ugo Pagliai, Paola Gassman e Stefano Lescovelli, Teatro stabile del Veneto Carlo Goldoni di Venezia (2003)
- Le relazioni pericolose, Teatro Sala Uno di Roma (2009)
- Othello, regia di Daniele Salvo, con Stefano Alessandroni e Melania Giglio, Globe Theatre di Roma (2009)
- Amleto, regia di Pietro Carriglio, con Luca Lazzareschi, Galatea Ranzi, Nello Mascia, Luciano Roman, Simone Toni e Oreste Valente, Teatro Biondo Stabile di Palermo (2009)
- Il vero amico, mise en espace a cura di Maurizio Donadoni, con Massimo Nicolini, Gaia Insenga, Fabrizio Martorelli, e Giovanni Rizzuti Teatro Superga, Nichelino (TO) (2009)
- Riccardo III, regia di Marco Carniti, con Maurizio Donadoni, Globe Theatre di Roma (2011-2019)
- Byron's Ruins, regia di Marco Filiberti, con David Gallarello e Giovanni Scifoni (2011)
- Ventiquattr'ore di una donna sensibile, traduzione, adattamento e regia di Daniele Valmaggi e Giuseppe Bevilacqua, con Marta Bifano, Teatro Keiros di Roma (2012)
- Adone, esibizione di fine anno degli allievi-attori dell’AIAD – Accademia Internazionale d’Arte Drammatica, Roma (2012)
- La pazzia di Orlando, esibizione di fine anno degli allievi-attori dell’AIAD – Accademia Internazionale d’Arte Drammatica, Roma (2012)
- Gabriele D'Annunzio, tra amori e battaglie, regia di Francesco Sala, con Edoardo Sylos Labini, Teatro Nazionale di Roma (2013)
- I duellanti, di Joseph Conrad, regia di Francesco Niccolini, con Alessio Boni, Marcello Prayer e Francesco Meoni, Teatro Nuovo Gian Carlo Menotti, Festival dei Due Mondi, Spoleto (2015)
- La luna degli attori, regia di Giovanni Franchi, Teatro Anfitrione di Roma (2015)
- Odio Amleto, regia di Alessandro Benvenuti, con Ugo Pagliai, Paola Gassman, Gabriel Garko (2016)
- D'Annunzio Segreto, regia di Francesco Sala, con Edoardo Sylos Labini, Teatro Quirino di Roma (2016)
- Shakespeare vs Cervantes - La volpe e il leone, regia di Stefano Reali, con Giuseppe Zeno e Ruben Rigillo, Globe Theatre di Roma, Teatro Pirandello di Agrigento, Teatro Lo Spazio di Roma (2019)
- Romeo e Giulietta, adattamento e mise en scène di Marta Bifano, con Jozef Conte e Giulia Ferraro, costumi del Teatro dell'Opera di Roma, Cappella Orsini di Roma (2022)
- L'avventuriero, regia di Giacomo Giuntini, costumi di Andrea Sorrentino, luci di Luca Bronzo, Teatro Due di Parma (2025)

## Musical e spettacoli musicali
- Cyrano, testi di Riccardo Pazzaglia, con Domenico Modugno e Catherine Spaak (1978)
- Rinaldo in campo, regia di Pietro Garinei, con Massimo Ranieri (1988)
- I cavalieri della Tavola Rotonda - Storia di Graal e di corna, regia di Alessandro Capone, con Gianfranco D'Angelo, Tosca D'Aquino, Stefano Masciarelli, Adriano Pappalardo, Sabrina Salerno e Daniele Luttazzi (1995)
- Hollywood - Ritratto di un divo, regia di Giuseppe Patroni Griffi, con Massimo Ranieri, musiche di Gianni Togni (1998)
- Francesco, il musical, testi di Vincenzo Cerami, Lyrick Theatre di Assisi, (2000)
- Hamlet - The musical, regia di Roberto Croce, con Cristian Mini e Heron Borelli, coreografia di Kristian Cellini (non ultimato) (2008)
- Chi nun tene coraggio non se cocca ch'e femmene belle, recital cantato e interpretato da Massimo Ranieri, autore dei testi insieme a Gualtiero Peirce, Ravello Festival 2009 - Belvedere di Villa Rufolo, Museo Madre di Napoli, Piazza del Duomo - Spoleto, Teatro Bellini di Napoli (2009)
- I promessi sposi regia di Michele Guardì, musiche di Pippo Flora, con Giò di Tonno, Lola Ponce, Noemi Smorra, Graziano Galatone, Vittorio Matteucci e Cristian Mini, stadio San Siro, Milano, Valle dei Templi, Agrigento, Teatro degli Arcimboldi, Milano (2010)
- The Mission, regia di Stefano Genovese, con brani di Andrea ed Ennio Morricone, Seul (Corea) (2011)
- I promessi sposi, regia di Michele Guardì, musiche di Pippo Flora, con Giò di Tonno, Lola Ponce, Noemi Smorra, Graziano Galatone, Vittorio Matteucci e Cristian Mini Gran Teatro di Roma (2011)
- Fabula Atra, regia di Cristian Mini, con Matteo, Alessandra e Giorgio Caratozzolo, Teatro Brancaccino di Roma (2017)
- Futura, regia di Cristian Mini, con Matteo, Alessandra e Giorgio Caratozzolo, Teatro Brancaccino di Roma (2018)
- The Miracle, regia di Cristian Mini, con Matteo, Alessandra e Giorgio Caratozzolo, Teatro Brancaccino di Roma (2019)
- Révolution - Il Musical, scritto e diretto da Cristian Mini, con Matteo Caratozzolo, Alessandra Caratozzolo, Giorgio Caratozzolo e Laura Grasselli, Nuovo Teatro San Paolo, Roma (2023)
- I Tre Moschettieri, regia di Giuliano Peparini, musiche di Giò Di Tonno, con Giò Di Tonno, Graziano Galatone, Vittorio Matteucci, Cristian Mini, Sea John, Leonardo Di Minno, Roberto Rossetti, Camilla Rinaldi, Beatrice Blaskovic e Gabriele Beddoni (2024)

## Filmografia
- Bordella, regia di Pupi Avati (1976)
- Il deserto dei Tartari, regia di Valerio Zurlini (1976)
- L'innocente, regia di Luchino Visconti (1976)
- Don Giovanni, regia di Joseph Losey (1979)
- Le avventure dell'incredibile Ercole, regia di Luigi Cozzi (1985)
- La monaca di Monza, regia di Luciano Odorisio (1987)
- Cyrano De Bergerac - cortometraggio (1995)
- Duello - cortometraggio (1997)
- Il potere sottile, regia di Diego Ronsisvalle - cortometraggio (2004)
- Caravaggio, regia di Angelo Longoni - miniserie TV (2007)
- Io, Don Giovanni, regia di Carlos Saura (2009)
- E la vita continua, regia di Pino Quartullo (2012)
- House of Gucci, regia di Ridley Scott (2021)
- L'ultimo assalto, regia di Stefano Mignucci (2023)